# Małgorzata Gajewska
Małgorzata Gajewska (Polonia, 21 de diciembre de 1956) es una atleta polaca retirada especializada en la prueba de 4x400 m, en la que consiguió ser medallista de bronce europea en 1978.

## Carrera deportiva
En el Campeonato Europeo de Atletismo de 1978 ganó la medalla de bronce en los relevos de 4x400 metros, con un tiempo de 3:26.76 segundos, llegando a meta tras Alemania del Este y la Unión Soviética (plata).